# Steöszel József
Rapéni Steöszel József (1754  - 1815) királyi tanácsos, jászkun főkapitány.

## Családja
A Steöszel család a nemeslevelet 1627-ben II. Ferdinándtól kapta meg, amelyet a következő évben az Abaúj vármegyei Garadna településen hirdették ki.
Nagyapja, Steöszel Kristóf Heves vármegye alispánja volt, aki a család vagyonát megteremtette: először I. Lipót magyar királytól kapta Sas és Kürt részeket adományként, ezzel a család lett a földbirtokosa a mai tiszakürti birtokok nagy részének, majd pedig 1740-ben a Nagyrédén elterülő Rákóczi-Aspremont birtokrészt is megkapta.
Édesapja Steöszel László - Heves–Külső-Szolnok vármegye másodalispánja volt, édesanyja pedig Motesiczky Anna volt.
József volt az elsőszülött fiú, testvére Kristóf (II.) volt.
Miután édesapjuk 1769-ben bekövetkezett korai halála miatt a kiskorú Józsefre és (II.) Kristófra szálltak birtokai, amelyeket a fiúk gyámja, dormándházi báró Sághy Mihály Heves–Külső-Szolnok vármegye-i első alispán irányított.  Steöszel József és Steöszel (II.) Kristóf hosszú ideig közösen kezelték birtokaikat, majd a vagyon megosztása után a Kürt-i uradalom Steöszel József királyi tanácsos, jászkun főkapitány tulajdonába került.
1798-1815 között (haláláig), jászkun főkapitány volt.
Majláth Katalinnal való házasságából gyermekei:
- Mária férje Luby Imre altárnok mester

- Terézia férje Tige Lajos gróf (császári-királyi kamarás)

A főkapitány 1815-ös halála után két lányára szállt a birtok.